# Creag Mhòr
Der Creag Mhòr ist ein 1047 Meter hoher Berg in Schottland. Sein gälischer Name bedeutet Großer Fels. Er ist als Munro eingestuft und liegt auf der Grenze zwischen den Council Areas Perth and Kinross und Stirling, etwa zehn Kilometer nordöstlich von Tyndrum in der ausgedehnten Berglandschaft zwischen Glen Lyon im Norden und Glen Lochay im Süden.

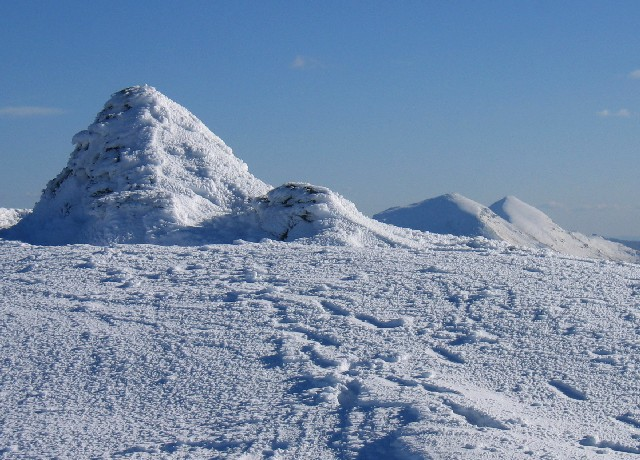
Der Gipfelcairn des Creag Mhòr im Winter, im Hintergrund die südlich gelegenen Munros Ben More und Stob Binnein

Anders als sein gälischer Name suggeriert, ist der Creag Mhòr wie viele Gipfel in der Region durch breite grasige Hänge geprägt. Der Gipfelbereich besteht jedoch aus Felsen und rechtfertigt damit den Namen. Der Berg besitzt drei markante, teilweise nach beiden Seiten steil abfallende Felsgrate. Nach Nordosten fällt der Grat steil zu einem flachen Sattel ab, der den Übergang zum benachbarten, 895 Meter hohen Vorgipfel des Meall Tionail bildet. Vom Vorgipfel fällt der Grat oberhalb von Loch Lyon steil ins Glen Lyon ab. Ähnlich verläuft der Südostgrat über den Vorgipfel Sròn nan Eun steil in das dem Glen Lyon südlich parallel benachbarte Glen Lochay. Der dritte, mehr als die beiden anderen durch felsige Strukturen geprägte Grat verläuft zunächst nach Südwesten und dann in einer Kurve ebenfalls nach Südosten bis zum benachbarten Top des Stob nan Clach mit 956 Meter Höhe. Beide Grate schließen den Kessel des ins Glen Lochay abfallenden Coire Cheathaich ein. Der schottisch-gälische Dichter Duncan Ban MacIntyre (1724–1812) verewigte das Coire Cheathaich in seinem Gedicht „Oran Coire a Cheathaich“, in dem er die Natur des Tals beschreibt.
Bestiegen wird der Creag Mhòr meist zusammen mit seinem östlichen Nachbarn Beinn Heasgarnich. Da der Creag Mhòr einer der entlegensten Munros ist und aufgrund der umliegenden, etwas höheren Berge vergleichsweise wenig Aussichten bietet, wird er nur selten bestiegen. Alle Anstiegsmöglichkeiten sind weglos und führen teilweise durch sumpfiges Moorland. Der Zustieg über den Beinn Heasgarnich beginnt am höchsten Punkt einer kleinen Single track road zwischen der Ansiedlung Kenknock im Glen Lochay und Loch Lyon im Osten. Die kürzeste Zustiegsmöglichkeit besteht über den Südostgrat im direkten Anstieg aus dem Glen Lochay. Von Westen kann der Creag Mhòr ebenfalls erreicht werden, Ausgangspunkt ist die an der West Highland Line und der A82 gelegene Farm Auch zwischen Tyndrum und Bridge of Orchy.